# Pedro Pablo Muñoz
Pedro Pablo Muñoz Godoy (La Serena, 29 de junio de 1828-ibíd., 26 de julio de 1882) fue un ingeniero y político chileno.

## Biografía
Nació en la ciudad de La Serena el 29 de junio de 1828, hijo del militar patriota José María Muñoz Durán y Carmen Godoy Paéz. No llegó a conocer a su padre ya que este fue fusilado antes de que él naciera.
Hizo sus estudios en el Liceo de La Serena y luego en Santiago, donde se titularía de ingeniero. En esa ciudad conoce a Francisco Bilbao y Manuel Antonio Matta, empapándose de las nuevas ideas liberales de la época inspiradas en Francia.
De vuelta en su ciudad natal fundó la «Sociedad de la Igualdad» en La Serena, emulando a la agrupación creada en Santiago por Francisco Bilbao. También fue uno de los gestores de la Sociedad de Artesanos de La Serena, instituciones que brindaban educación gratuita a las clases obreras.
Sus trabajos mineros se centraron en La Higuera donde su abuelo había sido notable minero. A mediados del siglo XIX construyó una fundición de cobre y muelle en Totoralillo Norte, cuyos restos aún se conservan en la costa.
En 1851 fue uno de los promotores del movimiento revolucionario de La Serena. En esta lucha comandó con el grado de teniente coronel graduado al batallón "Igualdad" del ejército de la provincia de Coquimbo en la Batalla de Petorca, donde su unidad fue casi destrozada en su totalidad, posteriormente se haría parte de la defensa en el Sitio de La Serena. Vencida la revolución, se proscribió al extranjero y a su regreso se dedicó a la minería.
Cooperó en la Revolución de 1859. Formó parte del Estado Mayor del Ejército Constituyente del general Pedro León Gallo Goyenechea, luchó en las batallas de Los loros y Cerro Grande. Vencido en esta última, se refugió en el destierro hasta 1862 en que regresó del Perú.
Es uno de los fundadores del Partido Radical en La Serena.
Fue regidor de La Serena en 1859, elegido diputado en 1879-1882. Más tarde fue designado Intendente de la Provincia de Coquimbo, cargo en el que debió soportar agudas críticas.

## Benefactor
Hacia 1877 se enfocó en ayudar a la educación cediendo terrenos y locales, financiando escuelas en La Serena y La Higuera, especialmente en esta última.
Se le considera el benefactor del pueblo de La Higuera, al dotarlo de escuela y terrenos para edificios administrativos: correo, sitio de postas y registro civil.
En 1879 al declararse el estado de guerra con la alianza Peruana-Boliviana cooperó con la formación del batallón "Coquimbo" N°1, incorporando a las filas de la patria a numerosos trabajadores de sus faenas mineras contribuyendo además con su indumentaria y equipamiento.
Creó también el hospital de sangre de La Serena para recibir a los heridos, enfermos y mutilados provenientes de los campos de batalla del norte. Fue benefactor del Cuerpo de Bomberos y donó suelos para la instalación del pueblo de Monte Patria.
Acogió y fue mecenas del pintor Juan Francisco González, este artista creó varias obras de la ciudad de La Serena y de la familia Muñoz, algunas de ellas se conservan en el Museo Histórico Gabriel González Videla.
Tras su muerte, la sucesión de sus bienes fue administrada por Ricardo Espinosa, quien a su vez fue uno de los fundadores del Banco de La Serena.

## Familia
Pedro Pablo Muñoz contrajo matrimonio en primeras nupcias con María Rosaura Cortés Monroy Darrigrandi, quien era hija de Juan de la Cruz Cortés Monroy Pardo, descendiente del Octavo Marqués de Piedra Blanca de Huana, de esta unión tuvieron 4 hijos, Sara, Victoria, Rosaura y Pedro Pablo, este último fallece a la edad de 12 años.
En su segundo matrimonio casa con Doña Cayetana Pérez, teniendo un hijo llamado Pedro Pablo Segundo Muñoz Pérez.
Luego contrae matrimonio con Nieves Campaña Ossandón, con la cual tiene dos hijos llamados Roberto y Pedro.

## Fallecimiento y homenajes
Pedro Pablo Muñoz falleció el 26 de julio de 1882 a la edad de 54 años.
Sus restos partieron desde su casa, situada en la esquina de las actuales calles O'Higgins y Eduardo de la Barra, hasta el cementerio municipal en el carro de bomberos seguido por un séquito multitudinario sin distinción de clases.
En su memoria, la ciudad de La Serena bautizó con su nombre a una de sus calles principales, mientras que un grupo de investigadores e historiadores de la región de Coquimbo fundaron la Sociedad Patrimonial Pedro Pablo Muñoz, en cuyos archivos se guardan importantes documentos del siglo XIX, de puño y letra de Muñoz, junto a otros archivos de próceres de la provincia.
En 2010 la Sociedad Patrimonial presentó a la opinión pública nacional el libro Revolución Constituyente 1859-2009: Tributo a Pedro Pablo Muñoz Godoy, comandante de los igualitarios, que ha sido uno de los libros de historia más vendidos en la IV Región.
En 2013 se publicó el libro El Sitio de La Serena y la Revolución de los Libres: A las glorias del pueblo de Atacama y Coquimbo de 1851, cuya narración se centra en el verano de 1851, cuando las fuerzas del gobierno de Manuel Montt intentaron vanamente vencer por los rebeldes liderados por José Miguel Carrera Fontecilla, Pedro Pablo Muñoz, Vicente Zorrilla, Benjamín Vicuña Mackenna, Nicolás Munizaga, José Silvestre Galleguillos y Justo Arteaga Cuevas en el asedio a la amurallada ciudad de La Serena.